# Petrolina de Goiás
Petrolina de Goiás là một đô thị thuộc bang Goiás, Brasil. Đô thị này có diện tích 540,451 km², dân số năm 2007 là 10115 người, mật độ 18,7 người/km².